# Архиепархия Порту-Велью
Архиепархия Порту-Велью (лат. Archidioecesis Portus Veteris) — архиепархия Римско-католической церкви c центром в городе Порту-Велью, Бразилия. В митрополию Порту-Велью входят епархии Гуажара-Мирина, Жи-Параны, Крузейру-ду-Сула, Риу-Бранку, Умайты, Территориальная прелатура Лабреа. Кафедральным собором архиепархии Порту-Велью является собор Святейшего Сердца Иисуса.

## История
1 мая 1925 года Римский папа Пий XI издал буллу Inter Nostri, которой территориальную прелатуру Порту-Велью, выделив её из епархии Амазонаса (сегодня — Архиепархия Манауса) и Сан-Луис-ди-Касериса. В этот же день территориальная прелатура Порту-Велью вошла в митрополию Белен-до-Пара.
1 мартя 1929 года территориальная прелатура Порту-Велью передала часть своей территории новой территориальной прелатуре Гуажара-Мирина (сегодня — Гуажара-Мирина) .
16 февраля 1952 года территориальная прелатура Порту-Велью вошла в митрополию Манауса.
26 июня 1961 года и 3 января 1978 года территориальная прелатура Порту-Велью передала часть своей территории территориальным прелатурам Умайты (сегодня — Умайты) и Вила-Рондонии (сегодня — Жи-Параны).
16 октября 1979 года Римский папа Иоанн Павел II выпустил буллу Cum praelaturae, которой преобразовал территориальную прелатуру Порту-Велью в епархию.
4 октября 1982 года Римский папа Иоанн Павел II издал буллу Qui beati Petri, которой возвёл епархию Порту-Велью в ранг архиепархии.

## Ординарии архиепархии
- епископ João Batista Costa (1.10.1946 — 9.06.1982);
- архиепископ José Martins da Silva (4.10.1982 — 3.09.1997);
- архиепископ Moacyr Grechi (29.07.1998 — 30.11.2011);
- архиепископ Esmeraldo Barreto de Farias (30.11.2011 — 18.03.2015);
- архиепископ Roque Paloschi (с 14 октября 2015 года).

## Источник
- Annuario Pontificio, Ватикан, 2007
- Булла Inter Nostri, AAS 17 (1925), стр. 564 Архивная копия от 27 марта 2010 на Wayback Machine  (лат.)
- Булла Cum praelaturae Архивная копия от 16 мая 2014 на Wayback Machine  (лат.)
- Булла Qui beati Petri, AAS 75 (1983) I, стр. 9 Архивная копия от 27 марта 2010 на Wayback Machine  (лат.)